# قایق (فیلم ۲۰۰۷)
قایق (انگلیسی: Boat) فیلمی کوتاه به کارگردانی دیوید لینچ است که در سال ۲۰۰۷ منتشر شد.

## بازیگران
- دیوید لینچ - خودش
- امیلی استوفل؟ - (صدا)